# Pierre Baudin

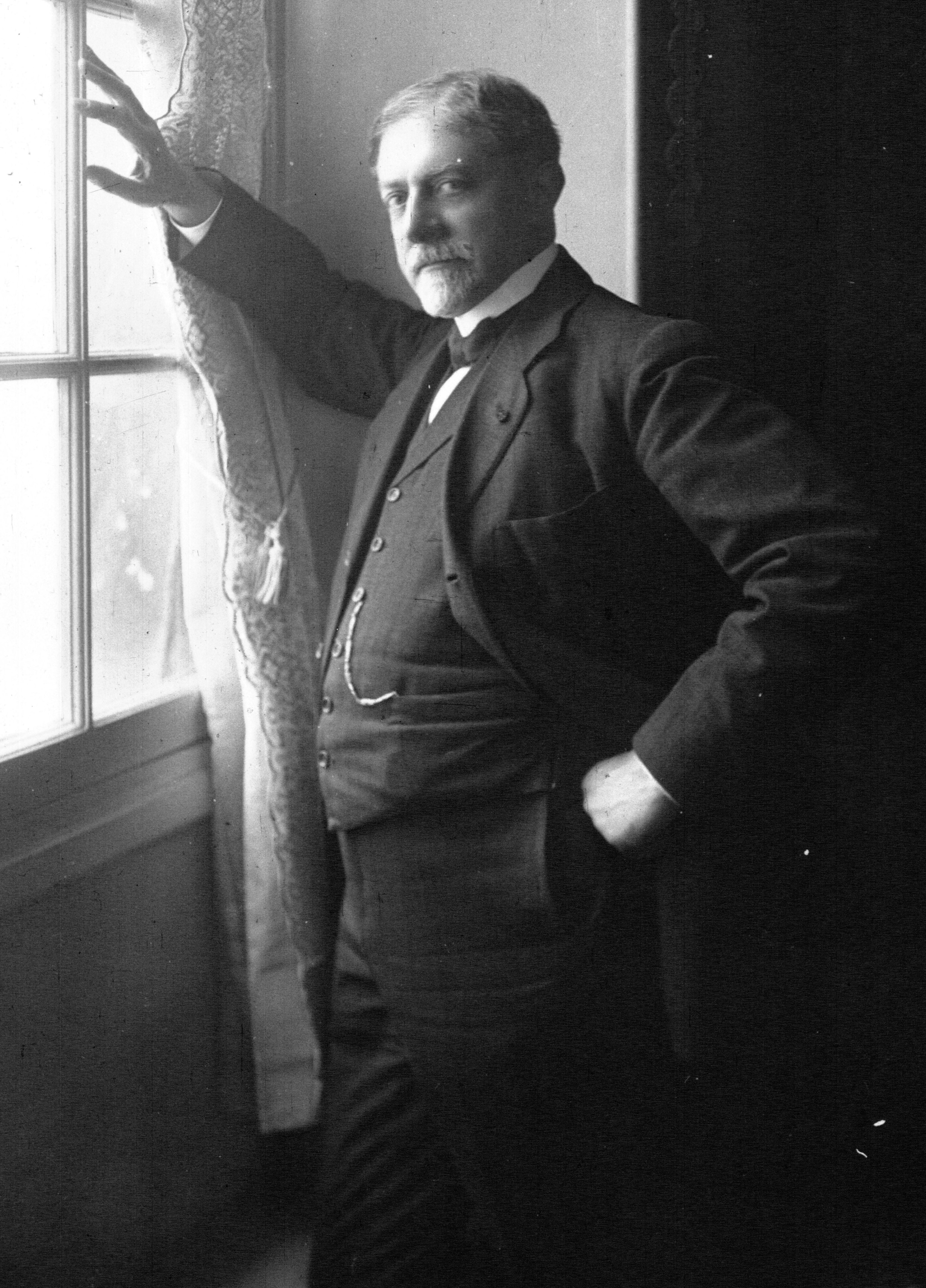
Pierre Baudin (1913)

Pierre Julien Joseph Baudin (* 21. August 1863 in Nantua, Département Ain; † 30. Juli 1917 in Paris) war ein französischer Schriftsteller und Politiker der Parti républicain, radical et radical-socialiste, der von 1896 bis 1897 Bürgermeister von Paris sowie zwischen 1898 und 1909 Mitglied der Abgeordnetenkammer war. Er war ferner zeitweise Minister sowie von 1909 bis zu seinem Tod 1917 Senator.

## Leben

### Rechtsanwalt, Bürgermeister von Paris und Mitglied der Nationalversammlung
Pierre Julien Joseph Baudin war ein Neffe des Abgeordneten Alphonse Baudin, der beim Staatsstreich vom 2. Dezember 1851 starb. Nach einem Studium der Rechtswissenschaften war er als Rechtsanwalt in Paris tätig und begann seine politische Laufbahn, als er am 4. Mai 1890 zum Mitglied des Stadtrates von Paris gewählt wurde, in dem er das Quartier des Quinze-Vingts im 12. Arrondissement vertrat. In der Folgezeit war er Generalberichterstatter für den städtischen Haushalt und 1895 Vizepräsident des Gemeinderates von Paris. Am 3. Juni 1896 löste er den im Amt verstorbenen Ernest Rousselle als Präsident des Gemeinderates und damit als Bürgermeister von Paris ab. Er bekleidete dieses Amt bis zum 8. März 1897, woraufhin Frédéric Sauton seine Nachfolge antrat.
Bei den Wahlen vom 22. Mai 1898 wurde Baudin im ersten Wahlkreis des 11. Pariser Arrondissement mit 5710 von 9020 abgegebenen Stimmen erstmals zum Mitglied der Abgeordnetenkammer (Chambre des députés) gewählt. Zu Beginn seiner Parlamentszugehörigkeit war er Mitglied der Ausschüsse für Arbeit, den Haushalt sowie die Presse, und 1899 Berichterstatter für den Haushalt für den Strafvollzug.

### Minister und Wiederwahlen als Abgeordneter

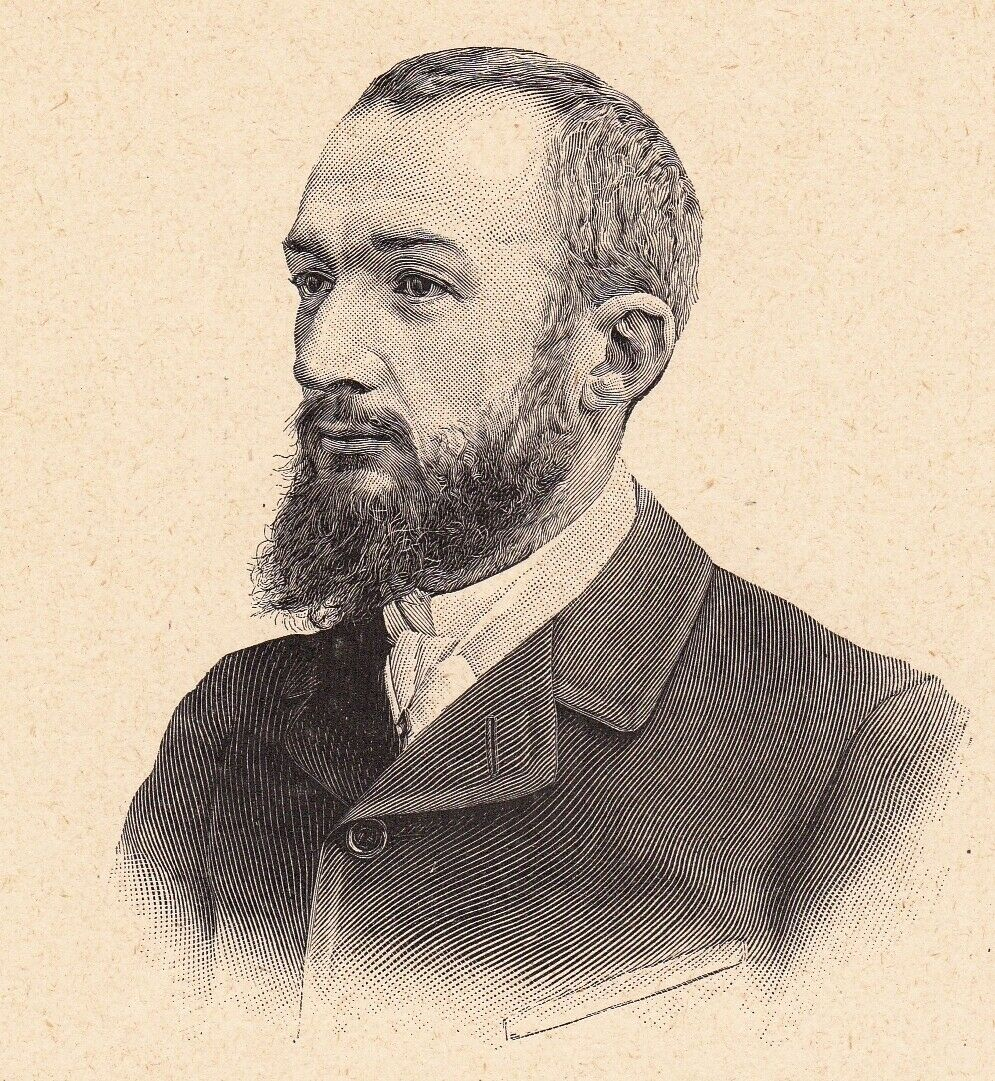
Pierre Baudin (um 1903)

Am 22. Juni 1899 wurde er als Minister für öffentliche Arbeiten	 (Ministre des Travaux publics) in das Kabinett Waldeck-Rousseau berufen und bekleidete dieses Amt bis zum 7. Juni 1902. In dieser Funktion nahm er an der Organisation der Pariser Weltausstellung von 1900 teil und erstellte ein Programm zum Bau von Kanälen, maritimen Anlagen und Häfen, der allerdings aufgrund fehlender Finanzmittel nicht vollständig umgesetzt werden konnte.
Am 1. Juli 1900 wurde er bei einer Nachwahl im Arrondissement Belley im Département Ain mit 11.680 von 16.859 Stimmen wieder zum Mitglied der Nationalversammlung gewählt, nachdem der bisherige Abgeordnete Honoré Giguet Senator wurde. Bei den allgemeinen Wahlen wurde er am 27. April 1902 im ersten Wahlgang mit 12.957 von 19.111 Stimmen in diesem Wahlkreis wiedergewählt. Nach seinem Ausscheiden aus der Regierung war er Mitglied des Ausschusses für Versicherungen und soziale Sicherheit (Commission des assurances et de la prévoyance sociale) sowie des Haushaltsausschusses (Commission du budget). Auch bei den allgemeinen Wahlen vom 6. Mai 1906 wurde er mit 11.590 von 18.449 Stimmen im Département Ain erneut zum Mitglied der Nationalversammlung gewählt. Im Anschluss gehörte er als Mitglied dem Ausschuss für öffentliche Arbeiten, dem Marineausschuss sowie weiterhin dem Haushaltsausschuss an.

### Senator und Marineminister
Nach dem Tod von Joseph Pochon am 13. September 1908 wurde Pierre Baudin als dessen Nachfolger am 3. Januar 1909 Mitglied des Senats und gehörte diesem als Vertreter des Département Ain an. Zu Beginn seiner Senatszugehörigkeit war er 1910 Berichterstatter für den Haushalt des Außenministeriums und wurde am 7. Januar 1912 als Senator wiedergewählt. Nach der Bildung des Kabinett Briand III am 21. Januar 1913 übernahm er das Amt als Marineminister (Ministre de la Marine). Dieses Amt bekleidete er vom 18. Februar bis zum 22. März 1913 auch im Kabinett Briand IV sowie anschließend zwischen dem 22. März und dem 9. Dezember 1913 im Kabinett Barthou. In dieser Zeit kam es zu Militärreformen, die die Dauer des Militärdienstes auf drei Jahre verlängerte und die Armee weiter reorganisierte. Er selbst trat als Marineminister für eine Erhöhung der Zahl der Marinesoldaten sowie den Bau von Schiffen und U-Booten ein.
Nach seinem Ausscheiden aus der Regierung befasste er sich weiterhin mit dem Marinehaushalt und gehörte dem Senat bis zu seinem Tod am 30. Juli 1917 an. Als Nachfolger von René Doumic war er 1913 Präsident der Société des gens de lettres SGDL, einer Vereinigung zur Förderung der Rechte und zur Verteidigung der Interessen von Autoren, und wurde in dieser Funktion 1913 von Georges Lecomte abgelöst. Neben seiner politischen Laufbahn schrieb Baudin auch Artikel für Le Journal und Le Figaro. Er war ferner Herausgeber der Tageszeitung Courrier de l’Ain und Präsident der Pariser Journalistenvereinigung (Association des journalistes parisiens).

## Veröffentlichungen
- L’Histoire illustrée des révolutions, 1899
- Les forces perdues, 1903
- L’armée moderne et les états-majors, 1905
- L’alerte, 1906
- La préparation au service militaire, 1907
- L’Allemagne dans la Méditerranée, 1907
- La politique réaliste à l’extérieur, 1908
- Notre armée à l’œuvre, 1909
- Le budget et le déficit, 1910
- Les journées du Bourget, 1911
- L’Empire allemand et l’Empereur, 1911